# Tseng Labs

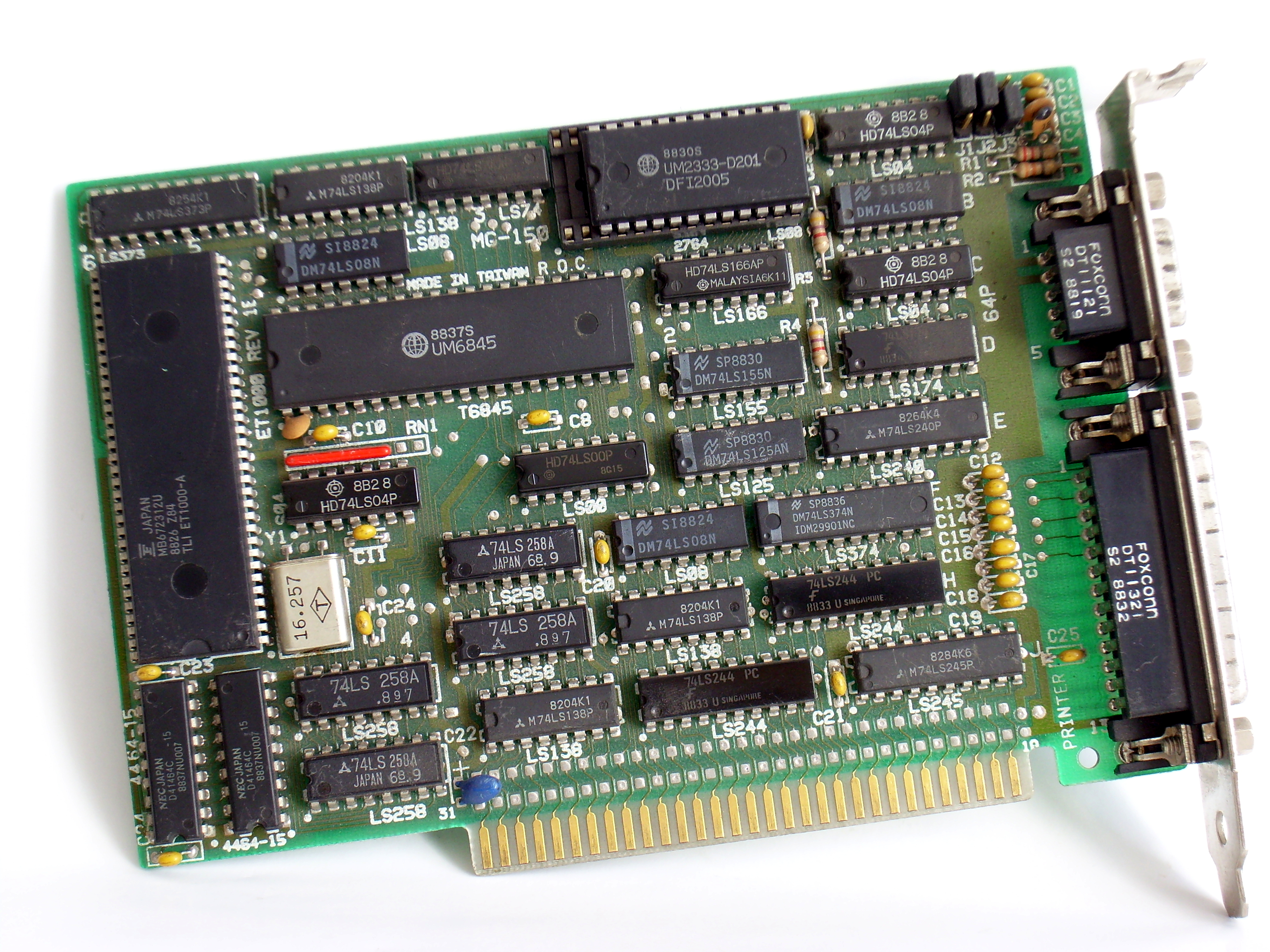
ET1000 DFI MG-150 ISA

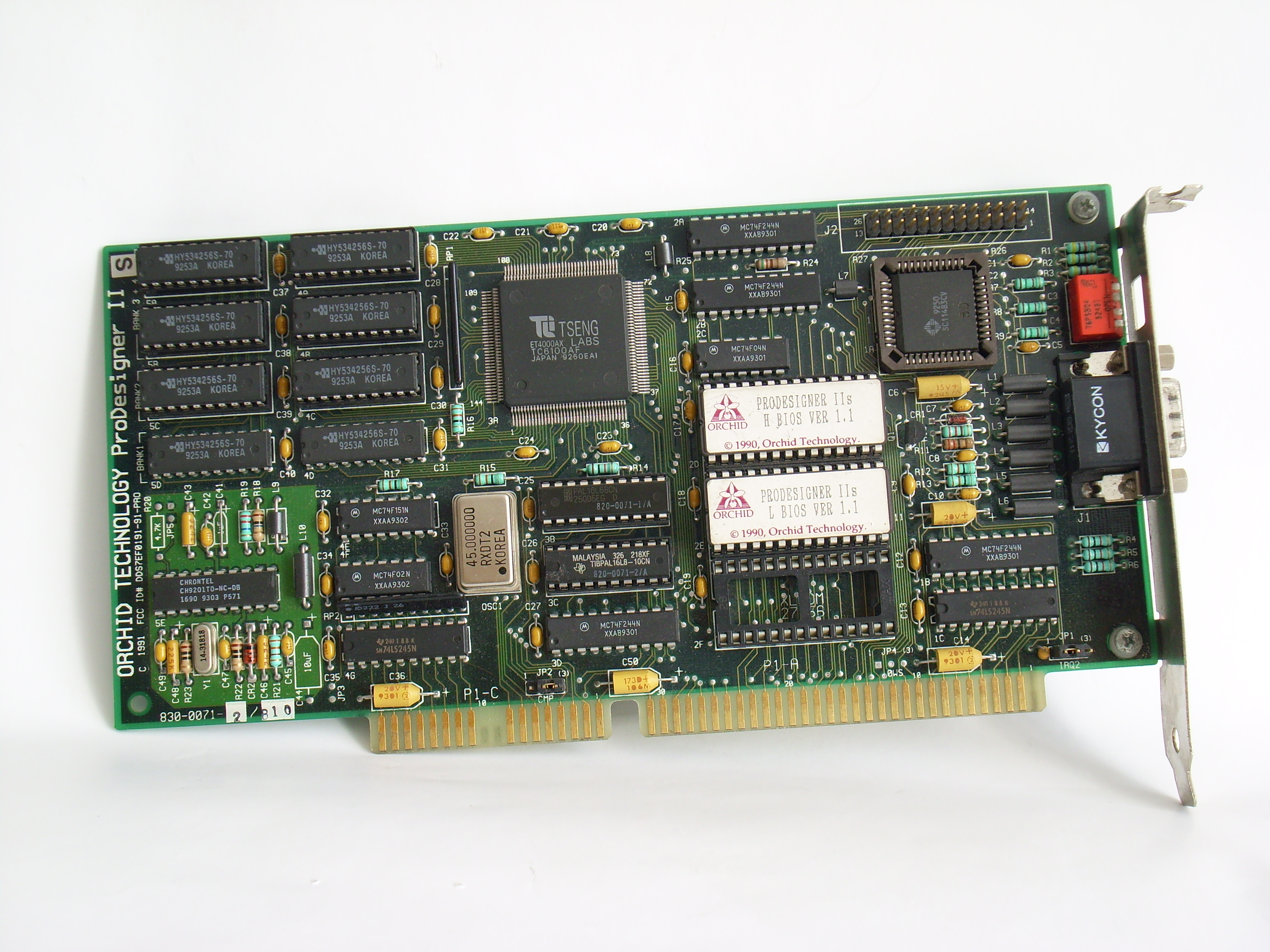
ET4000AX ISA

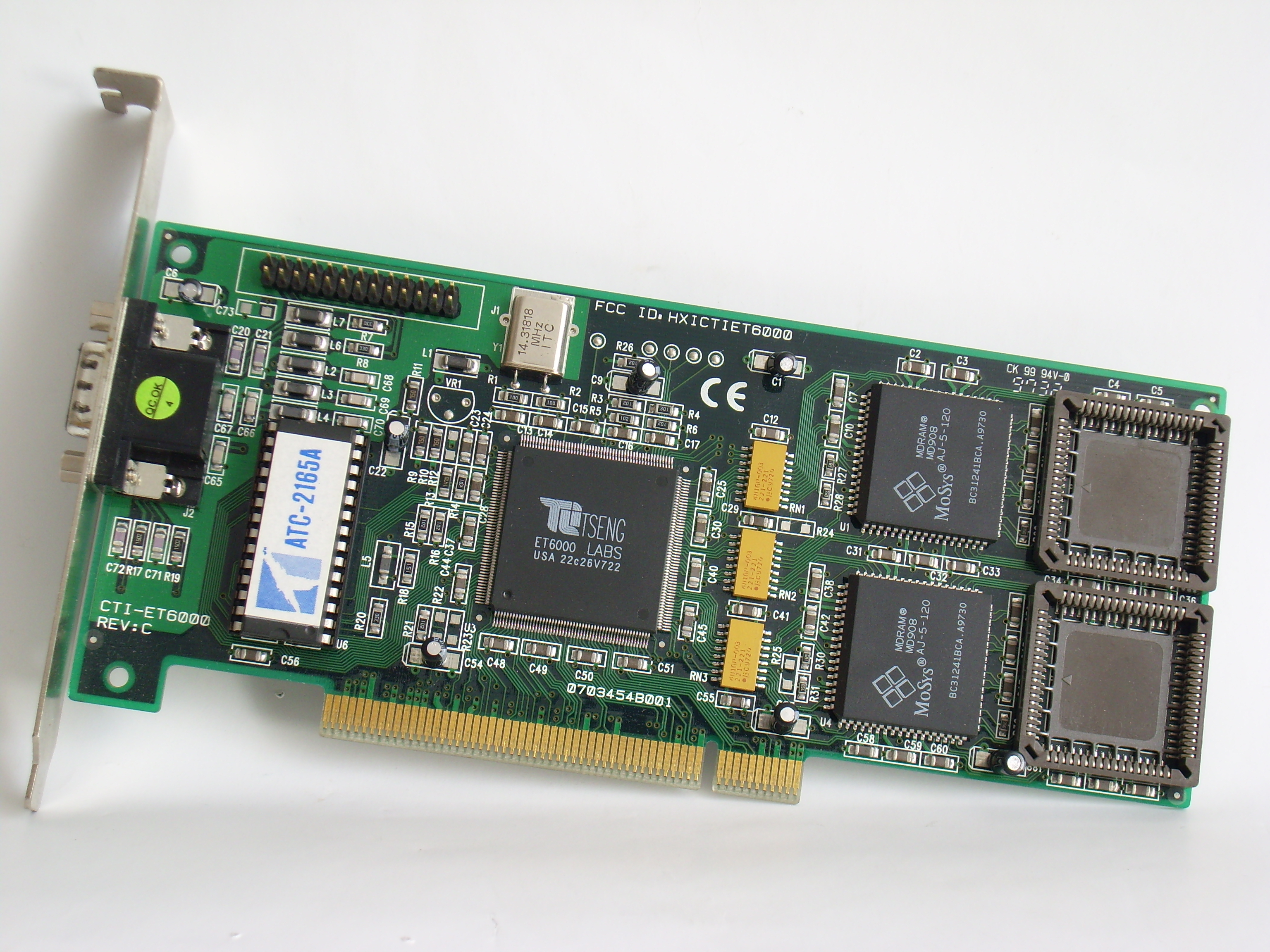
ET6000 PCI

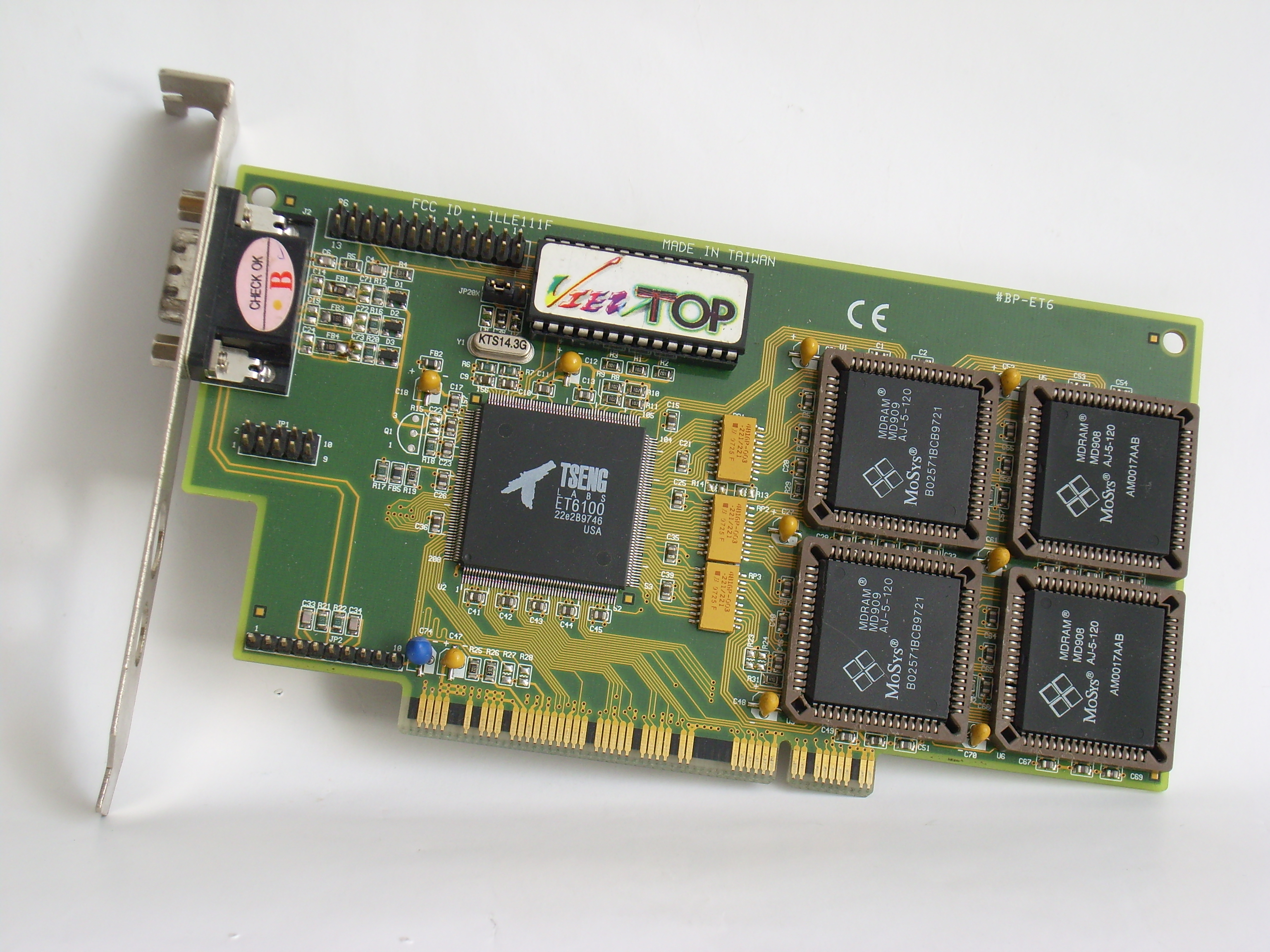
ET6100 PCI

Tseng Laboratories, Inc.(Tseng Labs 또는 TLI)는 IBM PC 호환기종을 위한 그래픽스 칩과 컨트롤러 제조사였으며, 펜실베이니아주 벅스 카운티 뉴타운에 위치하였고 Jack Hsiao Nan Tseng에 의해 설립되었다.
1983년에 설립된 Tseng Labs의 최초 제품은 IBM PC가 CP/M 운영 체제를 구동할 수 있도록 설계되었다. 해당 제품의 OEM 거래가 취소되었을 때 TLI는 "울트라팩"(Ultrapak)이라는 이름의 복합 다기능 및 그래픽스를 선보였는데, 이는 IBM AT의 일부 기능과 더불어 IBM PC와 XT 호환 컴퓨터를 업그레이드해 주었다. 울트라팩은 또한 특수한 자체 132컬럼 텍스트 모드와 함께 모노크롬 디스플레이 어댑터(MDA), 허큘레스 그래픽 카드(HGC) 호환성을 제공함으로써 그래픽 강화 면에서 Tseng Labs와 궁합이 맞았다. 이 확장된 텍스트 모드들은 TLI가 성공적으로 틈새 시장을 파고들게 했으며 이 카드들은 132 컬럼을 표시했던 에뮬레이트된 메인프레임 터미널이기도 한 PC 기업들에 대중적으로 사용되었다. 울트라팩 쇼트(UltraPAK Short: 울트라팩의 그래픽스 전용 버전)는 DFI MG-150를 위한 기본 디자인이었으며 이는 가장 많이 팔린 MDA/HGC 호환 카드로 기록되었다.
이후의 Tseng 제품들은 IBM 호환성을 넘어서는 일이 계속되었다. 이 기업의 CGA 호환 제품인 컬러팩(ColorPAK)은 1985년에 고해상도 400라인 그래픽스를 제공하였다. 1986년의 EVA와 EVA/480 제품들은 IBM 레지스터 집합을 확장하는 최초로 기록된 그래픽스 칩 기업 사례였다. EVA 제품들은 IBM EGA보다 130줄 더 많은 그래픽스(640x480)를 가능케 했으며 하드웨어 가속 윈도잉, 패닝, 주밍 등의 고급 기능들도 포함되었다.
Tseng은 리테일 / 상용 보드 제공자에서 OEM 칩 판매 부문으로 옮겼다. 궁극적으로, Tseng Labs VGA 컨트롤러들은 주요 시스템 및 기판 기업들의 PC에서 볼 수 있었으며, 여기에는 컴팩, 델, IBM, 닛폰 전기, STB 시스템즈, 다이아몬드 멀티미디어, 그리고 일부 주요 타이완 애드인 브랜드들이 포함된다.
Tseng의 가장 잘 알려진 제품들로는 Tseng Labs ET3000, Tseng Labs ET4000, Tseng Labs ET6000 VGA 호환 그래픽스 칩들이 있으며 이것들은 1990년부터 1995년 사이(윈도우 3.x 시대) 큰 인기를 끌었다. 이 기업의 ET4000 계열은 전통적인 DRAM 프레임버퍼를 사용했음에도 불구하고 매우 빠른 호스트 인터페이스(ISA) 스루풋으로 명성이 높았다.